# 小梅えな
小梅 えな（こうめ えな）は、日本のAV女優。プロダクションALIVE所属。

## 略歴
2019年8月、MOODYZ（ムーディーズ）専属女優としてAVデビュー。デビューのきっかけは、撮影会のモデルとして活動している頃に、AV女優をやってみないかと誘われた事。暫く悩んだが、自分にとって大きな決断をしたら何か変わるかもしれないとデビューを決めた。また別のインタビューでは小遣い稼ぎが目的だったこともあり、AV女優を薦められたときは即決で「やります」と返したとも答えている。
2020年1月より、メーカー専属を離れ企画単体女優となる。また9月公開の『橘アヤコは見られたい』で映画に初出演。
2022年10月の同人頒布会「ゆるケット」ではコスプレ一本勝負・モデルとして参加。
2024年2月28日、約2年前に高度の鉄欠乏性貧血およびメニエール病と診断されていたことを公表。病と向き合ってきたものの仕事への影響が出てきたことから、同年4月1日から8月1日まで療養に専念するために活動休止することを発表した。治療が遅くなったのはもともと貧血持ちであったことに加えて、「スポコン気質」だったからと述懐している。
復帰した8月には台湾・TREに出演、登壇した。
2025年7月7日週FANZA通販フロアランキングで『痴女られパイズリおっぱい修学旅行 相部屋になったムッチリ爆乳女子校生と悶絶逆3PハーレムSEX 羽月乃蒼/小梅えな』（グローリークエスト）が初登場3位ランクイン。

## 人物
- 趣味・特技は、カフェ巡り、ゲーム。アピールポイントは『103cmのJカップ』[5][13]。好物は、プリン、オムライス、サラダ、お菓子。また牛乳も好きで、小学生の頃から毎日計3リットルほど飲んでいた[14]。両親とは過保護なくらいに仲が良いものの、職業についてはきちんと報告していない[7]。友人には話している[7]。
- 好きな異性のタイプは、しっかりオンとオフがつけられる一緒にいて楽しい人。特に食事の時間を楽しく過ごせる人が良いと語っている[14]。

## 作品

### アダルトビデオ
- 新人デビュー19歳発育中Jカップ103cm 小梅えな（8月1日、MOODYZ）
- 初イキッ! ピュア爆乳Jカップ19才の絶頂初・体・験ドキュメント 小梅えな（9月1日、MOODYZ）
- エロス爆発! Jカップおっぱい性感開発濃厚3本番 絶頂イキ231回! ガクブル3900痙攣! ピュア乳7200ブルンッ! 小梅えな（10月1日、MOODYZ）
- 103cm→105cm成長Kカップ爆乳メイド チ○ポを全て包み込むご奉仕パイズリ挟射Special 小梅えな（11月1日、MOODYZ）

- 兄嫁のマ○コにうっかり挿入してしまったが最後… 膣圧がもの凄すぎて抜けなくなったチ○ポが萎えるまで強●連続中出し! 小梅えな（1月1日、Fitch）
- 旅先のホテルでお義姉さんとまさかの相部屋 朝まで生ハメ中出し性交 小梅えな（1月7日、BeFree）
- Kカップのグラマラス新人マドンナ初登場!! 夫と子作りSEXをした後はいつも義父に中出しされ続けています…。 小梅えな（1月7日、マドンナ）
- 解禁真正中出し 爆乳Kカップ超敏感ボディに10発注入! 小梅えな（1月13日、E-BODY）
- 教え子のたわわに実った白桃は蜜の味 湯上りの火照ったおっぱいを舐めて吸って揉みまくるお忍び中出し温泉旅行 小梅えな（1月19日、エムズビデオグループ）
- 地味で無口な爆乳女子大生をおっぱい性感刺激マッサージでこっそりイカせて… 小梅えな（1月19日、OPPAI）
- ズブ濡れになった日… 伯父と姪の年の差種付け性交 小梅えな（1月25日、kawaii*）
- 絶対にナマで連射させてくれる連続中出しソープ 小梅えな（1月25日、本中）
- 「私でしてもいいよ、お義兄さん」見た目は地味巨乳だけど本当はむっつりスケベな妻の妹に旅行先で逆NTR 小梅えな（2月7日、マドンナ）
- 成長期の妹が常にノーブラ 無邪気なおっぱいポロリで甘えてくる!! 小梅えな（2月19日、OPPAI）
- 着衣巨乳痴女〜105cmのKカップ爆乳女優小梅えながニット着衣のパツパツおっぱいで痴女プレイ〜（3月25日、SEX Agent/妄想族）
- まだまだ発育中! 天然爆乳Kカップ ピチピチ肉感フルコース 小梅えな（4月10日、肉盛）
- 中出し人妻不倫旅行 小梅えな（4月25日、ビッグモーカル）
- デカ尻ボインでムッチムチ♪ 小梅えな（5月1日、MARRION）
- 爆乳派遣のお仕事～セクハラ派遣OLえなさん(Kカップ)の体験告白～ 小梅えな（5月7日、下半身タイガース/妄想族）
- おっぱいで超誘惑してくる新人セクキャバ嬢 小梅えな（5月7日、unfinished）
- 2泊3日の両親の旅行中 巨乳に成長した従妹と2人きり 汗だくでヤリまくった春休みの思い出 小梅えな（5月21日、アイエナジー）
- ボイン大好きしょう太くんのHなイタズラ 小梅えな（5月21日、グローリークエスト）
- 美大生の巨乳娘 お父さんにヌードモデルをお願いしたら興奮して中出しされました。 小梅えな（6月1日、プラネットプラス）
- 乳房 豊満なるおっぱい（6月1日、FAプロ）[15]
- 巨乳肉感デリバリー 新鮮お乳をお届け! 小梅えな（9月19日、JAMS）
- 巨根のチャラ男に流されて快楽堕ちした彼女 小梅えな（9月23日、MOODYZ）[16]
- ことわり切れないむっちり爆乳の欲求不満妻 小梅えな（9月24日、ヒビノ）
- 危険日直撃!! 子作りできるソープランド 23 小梅えな（10月8日、Mr.michiru）
- ぶっかけ爆乳デカ尻秘書は社員を誘惑する変態ドスケベ痴女 小梅えな（11月25日、WEEKENDER）
- ママシ●タ実話 小梅えな（12月3日、グローリークエスト）
- 若い奥さんと冴えないオヤジの 隙間なく愛し合う「中出しセックス」 ～隣の若妻と密かに結ばれた夢のような夏の思い出～ 小梅えな（12月13日、ながえSTYLE）
- 美乳、柔乳、爆乳 全員巨乳! あの名門女子大生が絶頂中出し性交ハメ撮りバイト（12月18日、クリスタル映像）
- 神乳演舞 熱視線で見つめ合い 恍惚の表情で快楽を貪る。 小梅えな（12月19日、TEPPAN）

- 乳欲剤 ～デカ乳ありがとうございます Gカップ以上おめでとうございます～（2月25日、SEX Agent/妄想族）
- 乳首責めベロキス脚コキという絶頂無双の三点責め（2月25日、SEX Agent/妄想族）
- 整体師のお姉さん、整体師のお姉さん、お姉さんのカラダ(肉体) ～Hカップ 動くだけでも犯罪だよ～ 小梅えな（3月11日、プラム）
- Hカップ癒し系ロリ巨乳妻 敏感ロケット乳を吸ったり揉んだりされ浮気交尾でガチイキしちゃった…（3月27日、Shark）※「えなさん (21)」名義
- W巨乳奴隷 姫咲はな 小梅えな（4月1日、グローリークエスト）
- 学校が終わるとヘンタイに変身! Hカップ露出好きJ系 小梅えな（5月19日、山と空/妄想族）
- 同窓会の後は… 小梅えな（6月10日、タカラ映像）
- 担任教師の僕は生徒の誘惑に負けて放課後ラブホで何度も、何度も、中出ししてしまった… 小梅えな 姫咲はな（7月1日、MOODYZ）
- いもうとケータリングサービス ～爆乳×3! 甘えんぼ天使ちゃんたち～（7月7日、[桃太郎映像出版]]）
- 神爆乳 小梅えな 重量感たっぷりのバストとムチムチボディで魅惑する（7月19日、お母さん.com/妄想族）
- スピードアップの極薄水着で透け巨乳誘惑しっぱなし3泊4日水泳合宿 小梅えな（8月1日、MOODYZ）
- 残業中、下着モデルをやらせた押しに弱すぎる新卒巨乳後輩の恥じらう姿に勃起が止まらず毎日性処理させ続けている。（8月1日、LUNATICS）
- Hカップ美容系専門学生が秘めた淫欲をさらけ出す! 変態中年汚チ●ポにドエロい本性暴かれガチイキ!（8月28日、オイスター海運）※「えな (21)」名義
- バブみあるえなママは僕がただ生きてるだけでえらいえらいして褒めてくれるので、オギャって甘えて赤ちゃん返りSEX 小梅えな（9月14日、かぐや姫Pt/妄想族）
- インパクト抜群のHカップ! 爆乳が激しく揺れるイチャラブSEX 小梅えな（9月16日、MAXING）
- 近親 夜這いじゃぁ 生中出し【撮り下ろし】（10月7日、プラム）
- リンパマッサージでガマンできずに綺麗なおねえさんのカラダを強引に弄りまくってたら感じてるようだったのでダメ元でお願いしたらヤラせてくれたッ!! 3（10月8日、LEO）
- 巨乳ASMR 囁きパイマ○コで脳汁イキ狂い 小梅えな（10月19日、ドグマ）
- 爆乳しゃぶらせミルキー痴女 ムチムチ女子大生が超性感おっぱいで圧迫責め! 汗だく肉弾SEXでイキ狂う性母パイビッチ（10月19日、DEEP'S）※「はな」名義
- ギリギリ食い込み濃厚中出し性交 小梅えな（11月16日、MAXING）
- 保健室アスリートオイルデトックスコー! 試合までに私を仕上げてください!!（12月10日、LEO）
- オナサポ!! 女子○生 着衣で全裸で挑発的ダンス（12月14日、かぐや姫Pt/妄想族）
- 爆乳完全破壊 Kcup撃モミ、絶叫、狂いイキ 小梅えな（12月21日、ドグマ）
- 終電逃して泊りにきた巨乳後輩たちが金曜夜から月曜朝まで精子残量0確定の追撃無限挟み撃ち! 小梅えな 水原みその（12月21日、OPPAI）

- ド田舎の放課後は暇すぎて 悪ノリ乳ビッ痴はチ○ポイジりしかヤルことない! 毎日10発射精で遊ばれる担任の僕… 水原みその 小梅えな（1月4日、MOODYZ）[17]
- 神熱AV女優を1日貸し切り、ひたすら本能の中出し交尾。 ACT.15 小梅えな（1月7日、プレステージ）
- ～今日1日あなたのお世話をさせていただきます～ 派遣ミニスカ個人秘書のピッタリ密着性奉仕（1月11日、BAZOOKA）
- 幼なじみは僕の爆乳ペット 小梅えな（1月20日、プラネットプラス）
- 勃起したままの男を肉感騎乗位エステで何度も射精させる爆乳エステティシャン VOL.3（1月27日、DANDY）
- 何年かぶりに再会したパツパツスーツの叔母さんは実は社内セクハラで毎日ぶっかけられてるザーメン中毒デカパイ妻・肉感! OL倶楽部 11 小梅えな（2月1日、下半身タイガース/妄想族）
- エッチな年上のおねえさんは好きですか?（2月10日、LEO）
- 叔父を誘惑する新婚の姪っ子 小梅えな（3月1日、KSB企画/エマニエル）
- 自粛明けの風俗店お客様第1号! 棚ぼた5Pハーレム大乱交 小梅えな 松本菜奈実 佐知子 吉根ゆりあ（3月15日、OPPAI）
- Kカップ美巨乳美女が働く猥褻美容室 小梅えな（3月16日、MAXING）[18]
- 「性交付き」おっぱい揉みしだき旅館 結城りの 小梅えな 若月みいな 皆川るい 富井美帆（3月24日、SODクリエイト）
- 「来年、3人でまたサーカスに行こうね…」 息子の手術費用を稼ぐために、愛する妻が1年間資産家の肉便器になる契約を結びました。小梅えな（4月5日、ミセスの素顔/エマニエル）
- 下着メーカーに就職したら女性社員3人が全員爆乳でエロ過ぎて、ところかまわずヤリたい放題! パイずり＆中出し11発射! 佐知子 小梅えな 水原みその（4月12日、unfinished）
- AV女優の恥ずかしい局部アップ 裸のコレクション（4月12日、MERCURY）
- どエロ女優に丸投げ!! 夢の筆下ろしガチドキュメント はじめてはAV女優。06（4月29日、プレステージ）
- 親戚のおばさんに筆おろしされた僕。リターンズ 14 平井栞奈 / 小梅えな / 月島さくら（5月12日、LEO）
- 万引き主婦 通報しない代わりに生中出しのお仕置きをしたら翌日もお仕置き志願にやってきたドMすぎる公務員の妻 小梅えな（5月17日、アクアモール/エマニエル）
- 巨乳デリヘル 小梅えな（5月24日、ゲインコーポレーション）
- ずっと片思いしている巨乳の彼女 君のおっぱいに埋もれて沈んでしまいたい 小梅えな（6月3日、h.m.p）
- 奇跡の天然Kカップ美少女 小梅えなベスト（6月7日、桃太郎映像出版）※単体ベスト
- 聖華女学院公認竿おじさん 実写版 FANZA同人でシリーズ累計28万DL数コミックを初映像化!! 小梅えな 南条いちか（6月21日、E-BODY）
- むちむち美尻 神ブルマ 小梅えな ロリ美少女やぽっちゃり娘らにピチピチブルマ＆体操着を着せ、ハミパン、ムレムレワレメを毛穴まで見えるほどの超ドアップ接写! さらに尻コキ、着衣お漏らし放尿やブルマぶっかけ等ブルマ好きに送る完全着衣フェチAV（6月23日、親父の個撮）
- 性感開発乳腺エステで感じちゃうKカップ 感度倍増で身悶えるプルルン爆乳 Boin「小梅えな」Box（7月12日、ABC/妄想族）
- 誰も助けてくれない ゲス野郎に狙われた冷酷無比中出しレ●プ 小梅えな（7月16日、MAXING）
- 狙われたシロムチおっぱい!! 背徳のヌルテカオイルマッサージ（8月4日、LEO）
- お隣の贄 再会した幼馴染の家でおきたこと。 近親相姦NTR 巨乳の少女は父親の慰み者になっていた… 小梅えな（8月16日、無垢）
- 「おばさんのカラダで勃起しちゃったの?」 挑発的すぎる豊満なカラダがたまらないドエロおばさんに主導権とムスコをにぎられ、なすがまま生でヌプッ!! たっぷたぷの中出し白濁オツユがお尻まで垂れちゃうからチ●ポはまだまだ抜かないでっ!! 6（9月8日、LEO）
- SUPER FISHEYE FETISHISM 迫力興奮蜜写 デカ乳 & デカ尻ムチムチW肉感どすけべBODY 姫咲はな 小梅えな（9月13日、AVS collector’s）
- コンドームが破れてまさかの生ハメ! 超加速するピストンで何度も中出し! 小梅えな（10月4日、ワンズファクトリー）
- 噂のアイドル女子校生はムッチムチ肉感爆乳でおじさんを誘惑する小悪魔痴女 小梅えな（11月1日、デジタルアーク）
- ゲス医者のわいせつ検診に天然Kカップが蝕まれる 悪徳医淫 むちむち女子を表現する天才サークルゐちぼっち売上No.1作品堂々実写化 小梅えな（11月15日、MOODYZ）
- Kカップ娘と同棲おっぱい性活 頼まれたら断れない! 都合のイイ彼女と乳三昧、寝取らせハメまくりの1週間日記 Boin「小梅えな」Box 2（11月15日、ABC/妄想族）
- 男たちに迫られると乳首を勃起させマ○コを濡らす 断り切れない肉感ボディ爆乳尻M妻 デカ乳とデカ尻を責められ絶頂するマゾ奥様 小梅えな（11月22日、熟女はつらいよ/熟女卍）
- 3人のむっちり爆乳女優とヤリまくる夢の肉感漫画コラボ! 転職したら女ばかりでイキ地獄 姫咲はな 小梅えな 美波もも（12月20日、Fitch）

- パイズリスター誕生 焦らしパイズリ名人 小梅えな（1月1日、シネマユニット・ガス）[19]
- イイ女は天然神乳で選ぶー。 究極の美巨乳フェティッシュ映像 小梅えな（1月17日、E-BODY）
- おっぱいぷるるんインテリ家庭教師 チ○ポを絶倫に鍛える逆3Pパイズリ中出しレクチャー 小梅えな 南条いちか（1月24日、本中）
- たまたま拾った神巨乳ちゃんを一晩家に泊めてあげた件（2月7日、こぐま/妄想族）
- 夫の上司の昇進祝賀会で犯●れまくり NTR人妻ホームパーティー 巨乳嫁が酔ってドスケベ全開でヤリっぱなし 小梅えな（2月21日、カルマ）
- えなちゃんの爆乳ぬるテカフルコースFUCK 02 小梅えな（3月14日、ムチムッチ/妄想族）
- 超優良、リピート確実! Hカップ爆乳であなたをおもてなす Special風俗♡ 小梅えな（3月16日、MAXING）
- 姪っ子の乳がデカすぎて 小梅えな（3月21日、ドグマ）
- 人妻ナンパ 「どうせ旦那は飲み会だし…ちょっとだけなら…。」 週末金曜日の夜、主婦達が羽を伸ばす自由時間 家に帰るまでは母親ではなく1人のオンナで居たい… スリルと浮気願望を優先した人妻さんが帰宅中にAV出演（3月24日、h.m.p）
- お願いを断れず献身的なパイズリ挟射で性処理してくれる巨乳看護師 VOL.3（4月6日、DANDY）
- 筋肉が大好物な巨乳妻は夫の友人である自衛官を誘惑する 小梅えな（4月30日、マザー）
- SNS露出実況 教室の隅で目立たない陰キャJ系は 巨乳の見せたがり裏垢女子だった… 放課後にオタク淫語で羞恥オナニーを 生配信してるのを僕はずっと知っていた。（5月2日、FunCity/妄想族）
- テントの中に連れ込まれた友達を助けれず2人同時にまわされた女子キャンパー（5月11日、ナチュラルハイ）
- 大丈夫、おばさんに任せて!! 4（5月12日、LEO）
- 「生バイブが好きなの … わかるでしょ?」 オタク優等生J系のための童貞チ◎ポ貸切オナニー 専用肉バイブにされてしまった僕の純情なおてぃんてぃん… 小梅えな（5月16日、山と空/妄想族）
- あなたの街の爆乳素人 小梅えな（6月13日、ムチムッチ/妄想族）
- ラブホSEXってサイコーー!! ぷるモチ爆乳J●が童貞教師をイカせまくるおっぱい女子会ハーレム 乙アリス 小花のん 小梅えな（7月11日、Million）
- 巨乳人妻によるギンギンの童貞君を優しく筆おろし「本当に私でいいのかしら?」3（7月28日、ま○こ銀行）
- 初めて出来た彼女を脱がしたら着衣からは想像できない隠れ美巨乳だった! いつもの地味メガネ姿からは想像できない可愛い素顔とHカップ爆乳に大興奮した僕は性欲果てるまで何度も種付けしてしまった 小梅えな（7月28日、h.m.p）
- 巷でウワサの人妻出張感 男を惑わす肉感完熟デリバリー 敏感! 乳首イキ!! 内緒の爆乳Kカップ奥さまが疼いたカラダを満たす秘密のアルバイト 小梅えな（8月1日、桃太郎映像出版）
- 悪徳エロ医師盗撮 ○○産婦人科セクハラ診察 2 変態産婦人科医による巨乳美人患者ばかりを狙うワイセツ診療のすべて! 小梅えな（8月15日、カルマ）
- Kcupおっぱいニット爆乳美人2SEX 大胆に巨乳丸開き♡ フェラもパイズリも優しくしてくれる♡（9月12日、First Star）
- 「お客さんに服、盗まれちゃった…」 ホテルに派遣したエステ嬢からまさかのおっぱい丸出しSOS!! 助けに行ったスタッフが童貞だと分かったエステ嬢はち●こにオイルを垂らしてエロスイッチON!! デカ乳揺らす騎乗位で奇跡の童貞卒業!!（9月12日、SCOOP）
- 顔出しMM号 女子大生限定 ザ・マジックミラー リアル友達関係の男女の素人大学生が生まれて初めての素股に挑戦! 2人っきりの密室でクリトリスとチ○ポを擦り合わせると友情の壁を超え我慢できずにヌルッと挿入してしまうのか!? 8 人生初の真正中出しスペシャル!（9月19日、DEEP'S）
- 「私の娘を捧げます…」 孕ませ調教 両親の目の前で種付けSEX 小梅えな（10月3日、DEEP'S）
- 恥じらい素人娘限定! 聖水チャレンジ!! 人生初のおしっこ飲ませ & 飲尿クンニで大量お漏らし 尿臭オマ○コの匂いと味を舌になすりつけて小便ぶちまけ連続中出しSEX（10月13日、赤面女子）
- 世界一金玉がでかい〇校生の話 ～金玉がカラッポになるまで無限ぶっかけSEX～ 原作 四谷啓太郎、作画 昼寝 累計4万部まさかの逆輸入! 実写化!! 桃山桜 starring 小梅えな（11月7日、MOODYZ）
- 飲み会帰りに自宅へ泊めてくれた経理の天然巨乳地味おばさんに若手部下チンで甘えてみたらむっつり絶倫性欲ち〇ぽ狂いだったので朝まで乳フェチ生中出しSEXで射（だ）しまくった。 小梅えな（11月7日、LUNATICS）
- ファルシオン（11月10日、GIGA）
- モデルレッスン生 ～特別わいせつ講座～ 狙われた無知な美少女4名（11月10日、ハラスメント）
- 秘伝の回春マッサージで全身性感帯になった巨乳美人にわいせつ行為を繰り返した変態エロ整体師の記録 其の2 小梅えな（11月21日、カルマ）
- 放課後にしよ? にこにこ恥じらい爆乳Kcup 小梅えな（12月27日、First Star）

- ヤリマンワゴンが行く!! ハプニング ア ゴーゴー!! 小梅えなとリズの珍道中 甘サド爆乳痴女のExtreme快楽 Hyperドライブ新宿編（1月2日、桃太郎映像出版）
- 巨乳人妻温泉デート エロに興味無さそうなスキモノ敏感妻 明奈31歳（1月26日、ま○こ銀行）※「明奈 31歳」名義
- 素人ネムラセ!! 何しても起きない酩酊状態の素人を思うがままにハメまくる!! 4（2月16日、DOC）
- MM号特別編 爆乳AV女優が素人男性を逆ナンパ! 青空トリプル爆乳エステでご奉仕フルコース＆逆4Pハーレム中出し天国へご招待! inザ・マジックミラー（2月20日、DEEP'S）
- お尻のキレイな素人お姉さん! パンティ越し素股してもらえませんか? 恥ずかしいけど興奮しちゃって顔は真っ赤! パンティはベッチョリ! 勝手にハミ出したチ○ポがのめり込むくらいマ○コをグリグリ!（2月22日、アイエナジー）※配信作品（IENFH-30701）の内容を収録。
- 中年男の性欲ドキュメンタル 堕ちた肉欲ボディ妻とオヤジの汗だく性交 1日中ヤラれ放題の巨乳尻奥様 小梅えな（2月27日、熟女はつらいよ/熟女卍）
- 【自撮り】どこでもオナ2 10人（巨乳多め） 男子トイレ・雑居ビル階段など（2月27日、S級素人）
- 原作:コノシロしんこ【無表情 × クール攻め】 隣の席の間宮さん-実写版- クールな巨乳美少女がエッチに迫る男の願望と欲望を叶える甘々で蕩ける極上セックス（3月19日、MOODYZ）
- 乳ワイパー! 肉感特化ボイン!! ヌルテカ密着! 圧倒的フェチ!!（3月23日、ビッグモーカル）
- 仮面の美人市長 魅惑仮面ビジュクリン（4月12日、GIGA）
- いちゃらぶイカせエッチ ハメ撮りサセコちゃん。Deluxe 3人収録 えな みく はるの（5月14日、クリスタル映像）
- 浮気現場やオナニーを覗かれて 大嫌いなセクハラ義父に死ぬほどイカされる美爆乳嫁 肉体が欲求不満で連続絶頂 小梅えな（5月21日、カルマ）
- 一般男女モニタリングAV 家族旅行中の即席W不倫企画 巨乳妻が初対面のデカチン男性とタオル一枚で相席混浴! 3  過激ミッションでみるみる勃起するデカチンに恥じらいながらもご無沙汰オマ○コからは期待汁が止まらない! スケベ本性剥き出しの生ハメ中出し連続射精セックス! 4組合計12発!（5月21日、DEEP'S）
- 友達の前でどこまでエッチなことできますか? Episode7 feat.FALENOTUBE（5月23日、FALENO TUBE）
- 一般男女モニタリングAV × マジックミラー便コラボ企画 ボディライン浮き出るマキシワンピのOLさんが初めての着衣イキ潮体験! 身体に張り付くワンピースの股間にくっきり濡れシミ! 電マ責めで何度も連続イキお漏らしするOLオマ○コにデカチン挿入! 全員着衣セックスで生中出し!!（6月4日、DEEP'S）
- HYPER FETISH ハイレグいやらしクィーン 小梅えな（6月11日、デジタルアーク）
- 巨乳悦楽 小梅えな（6月20日、RADIX）
- クラスの爆乳喪女子の家に行って一緒にAV鑑賞 ～喪女の願望を叶えるSEXをさせられましたボク～（6月20日、.WorKs/FALENO TUBE）
- 残業中、2人きりの社内でパツパツスーツ人妻巨乳OLの無自覚デカパイ挑発に乗せられ即ハメで脱がせたらタトゥーまみれのドM上司だったので中出し肉便器にしておっぱい射精しまくった。 小梅えな（7月2日、LUNATICS）
- 天使のように優しくて可愛い巨乳ナースさん! 「早漏に悩む童貞君の暴発改善のお手伝いしてくれませんか?」 男性器慣れしているようで意外とウブな看護師さんが早漏すぎる童貞君にムラムラ膣キュンしちゃって生中出し筆おろしSPECIAL!（7月26日、赤面女子）
- こんなお尻見せつけられたら後ろから種付けしたくなるのは仕方がない… 4（8月8日、LEO）
- 月刊人妻女子専科エロカリ あんたのカラダは犯罪だ!!! 第39号（8月8日、プラム）
- どスケベ地味子 素朴で無口なコミュ障気味の女の子に限って…SEXの快感を覚えると性欲が暴走して超絶倫化!!（8月23日、h.m.p）
- 痴●盗撮 & 中出し素人娘 媚薬オイルマッサージ Vol.43 超強力媚薬を配合したマッサージオイルを施術中に知らずに塗りこまれたオンナは、身体の火照りに驚き、チ〇ポを欲しがる自分に戸惑い、垂れ出したマン汁に恥ずかしがりながらも生ハメ中出しまで欲してしまう!（9月26日、親父の個撮）
- だらしない精液を垂れ流すナマ中出し妻 4（10月10日、LEO）
- メロンのような爆乳に埋もれたい3名360分（11月19日、マザー）
- まるっと! 小梅えな 8時間2枚組（11月20日、プラネットプラス）※単体ベスト

- 「えっ… アレ出てるよね…」 コ〇ケで話題になった奇跡の【ハミ乳首】我慢できないヲタ仲間と個撮ハメ呼びして監禁レ×プ中出し輪姦（1月21日、OPPAI）※「コ○メちゃん 21歳」名義
- 「君たち仲間だったの?!」 スカートがめくれっぱなしに気づかないパンチラを見ながら隠シコしてたら隣の子にバレて弱みを握られ何度もヤられた（3月20日、DANDY）
- 早漏改善パイズリクリニック ～巨乳ナースの寸止め射精コントロール～（4月1日、OFFICE K’S）
- 一般男女モニタリングAV マジックミラーの向こうには大勢の男性客! むっちり巨乳のアカスリおばさん! 乳首濡れ透けタンクトップ一枚で常連客チ○ポをヌいてくれませんか? すぐ横の男性客たちにバレないようにしごいてしゃぶってザーメン抜きまくり! 一度射精してもすぐに勃起する絶倫チ○ポに発情した子持ちおばさんのエロスむんむん汗まみれ連続中出し交尾!（4月1日、DEEP'S）
- 本物全裸素人 セクシーヌードポーズファイル 4（4月8日、S級素人）
- 嫁の巨乳だけでは勃起しなくなってしまったボクのために妻は巨乳の友人を連れてきた! 夢の逆3P子種り性活のはずが… 友人（巨乳）の旦那にコトがバレてしまい種付け性交 スワッピング夫婦交換 小梅えな 有馬美玖（4月11日、ホットエンターテイメント）
- スペンス乳腺開発クリニック 小梅えな（4月15日、OPPAI）
- おっぱいにうるさい主人に選ばれし3神乳メイドによる最もフェティッシュでエロティックでハピネスな主観パイズリご奉仕ハーレム 雨宮ひびき 小梅えな 羽月乃蒼（4月15日、E-BODY）
- 私のお口に出していいよ 口内射精OKな素人娘のフェラチオ集めました（4月22日、うさぎ/妄想族）
- プリ尻J系の激イキ杭打ちピストンディルドオナニー（5月1日、OFFICE K’S）
- 白濁愛液ベットリ!! 素人娘が初めての黒ディルドオナニー (8)（5月1日、OFFICE K’S）
- いつも呼んでいるM性感デリヘルですぐに射精してしまいバカにされてしまっているボク。今日こそは見返してやろうと非合法の絶倫ドラッグを飲んだら何発射精しても勃起が止まらない体に!? デリ嬢がイってもイっても追撃の中出しで妊娠の可能性ビッグバンのドピュどぴゅ種付け中出しFUCK!!（6月10日、SCOOP）
- 極上ボディと魔性テクで連続でザーメン射精させちゃう超淫乱高級サキュバスデリヘル（7月8日、BAZOOKA）
- 恥じらう素人娘たちの生おっぱいモミまくり!! (7)（8月1日、OFFICE K’S）
- クリスタル映像40周年記念作品 令和版 私は痴女 あや × えな × さちか（8月12日、クリスタル映像）※「えな」名義
- 痴女られパイズリおっぱい修学旅行 相部屋になったムッチリ爆乳女子校生と悶絶逆3PハーレムSEX 羽月乃蒼 小梅えな（8月19日、グローリークエスト）
- 爆乳保育士がむぎゅむぎゅ圧迫お遊戯会 授乳手コキハーレム保育園 水原みその 小梅えな 羽月乃蒼 小坂ひまり（8月19日、MOODYZ）

### アダルトVR
- Kカップ爆乳105cmノーブラおっぱい 久しぶりに再会した無防備すぎる幼なじみに我慢でずにめちゃくちゃ揉みまくってセックスした!おっぱい揉むほど感度が高まり何度も何度もイっちゃう 小梅えな（12月25日、MOODYZ）

- 家庭教師を頼まれ10年ぶりに会った親戚は… Hcup & Jcupの痴女っ子Wボイン双子姉妹! 童顔だけど早熟な肉体… 勉強そっちのけでエッチ三昧!? ローションだっくだく前後左右から爆乳サンドイッチ逆3P 稲場るか 小梅えな（1月9日、kawaii*）
- びしょ濡れの兄嫁と布団の中で温め合っていたら… 我慢出来ずに押し倒しちゃったVR 小梅えな（1月22日、アタッカーズ）
- 媚薬オイルエステ 〜小梅えなのKカップおっぱいをひたすら責めるVR〜（3月6日、CASANOVA）
- プロデューサーのあなたを誘惑してくる巨乳グラドルによる枕営業の実態 小梅えな（3月27日、CASANOVA）
- 105センチKカップ美爆乳が最高なえなとのイチャラブ性交【生ハメ】超接近するオッパイと合掌乳首吸いと太ももにオッパイが当たるフェラと乳首吸い対面座位と乳揉みまくり超・覆いかぶさり正常位と激ピス羽交い絞めバックと覆いかぶさり騎乗位【中出し】 小梅えな（3月2日、アリスJAPAN）
- 隣の巨乳(Ｋカップ)お姉さんが帰ってくれない 小梅えな（4月3日、KMPVR）
- エロい目で見ずにはいられない ぷるんぷるんの超H爆乳美女によるフルコースローションSEX 小梅えな（4月28日、P-BOX VR）
- HQ60fps Jカップ神乳J● 乳狂いプレイ 揉み・パイズリ・白濁ローションで「オチンポをおっぱいでたくさん挟んであげる」（6月19日、TEPPAN）
- 巨乳秘密サークル 佐知子 稲場るか 田中ねね 小梅えな（7月22日、unfinished）
- 高精細VR×バイノーラル 家事代行サービスを頼んだら爆乳家政婦がやってきた! 小梅えな 完全版（12月11日、MONDELDE VR）※下記作品をまとめた完全版。
  - 爆乳家政婦が最後は眠りに導きます! やすらぎを体験できる高精細VR 小梅えな（12月11日、MONDELDE VR）
  - 耳でも堪能! スクール水着に入りきらないボインの濃密セックス 小梅えな（12月11日、MONDELDE VR）
- 乳首責め専門デリヘル嬢 じ～っくりね～っとり騎乗位で生中出し 小梅えな（12月25日、Mr.michiru）
- 受験勉強のために禁欲し続けたW爆乳姉妹は欲求不満の限界!? 365日オナニーもSEXもしてこなかったから受験日前日に理性を失い家庭教師のチ●ポがバカになるまで強制連続中出ししちゃった最終授業 小梅えな 佐知子（12月25日、E-BODY）

- 【赤ちゃんプレイ風俗体験VR】 母性溢れるデカ乳ママがボクに優しくキス/おっぱい揉み/授乳手コキ/フェラ/パイズリ! 大きくて元気なおちんちん見て騎乗位生挿入! ママのおま○こにおち○ぽミルク大量発射! 小梅えな（1月19日、V&R PRODUCE）
- かれこれ姉のおっぱいに挟まれて10年… 弟離れ&乳離れしてくれなくて困っています。姫咲はな 小梅えな（1月25日、kawaii*）
- 媚薬に堕ちたスポブラ姿のデカ乳姉 全身汗だくで絡み合う近親相姦中出しSEX! 小梅えな（2月2日、V&R PRODUCE）
- 「私のこと好きでしゅ?」 いちゃラブ系甘えん坊サキュバスか、「お兄ちゃんと離れるなんてイヤ!」と密着してくる巨乳ベロチュウ妹、どっちの小梅えなが好き? 完全版（2月10日、MONDELDE VR）※下記作品をまとめた完全版。
  - 巨乳甘えん坊サキュバスを召喚して身も心も奪われるVR 小梅えな（2月10日、MONDELDE VR）
  - お兄ちゃん大好き! 巨乳妹とベロチュウ密着中出しセックス 小梅えな（2月10日、MONDELDE VR）
- 兄に心底恋焦がれる妹が自宅ソープランドOPEN!! 成長しすぎたもっちもちおっぱいで快楽エスコート 小梅えな（2月12日、KMPVR-bibi-）
- お兄ちゃんえっちしよ? ～驚異の発育! Kカップの妹と愉しむ合法近親相姦～ 小梅えな（2月12日、CASANOVA）
- 雪崩式に性欲が増す地味カノジョに12日間のセックス禁止令発令 焦らしに焦らして記憶に刻む渾身セックス 小梅えな（2月19日、KMPVR）
- 新人ナースのおしごと 第3病棟+担当+Kカップ爆乳ナース 小梅えな（3月5日、CASANOVA）
- 巨乳下着デザイナーにセクハラし放題!? バイヤーの立場を利用してパワハラしてたら急にグイグイ積極的に枕営業… 中出しまでしたら大量仕入れ決定～w 小梅えな（5月12日、MAX-A）
- 耳トランス耳からの刺激とKカップの爆乳責めで快感に溺れる 爆乳痴女 小梅えな（5月26日、KMPVR）
- Kカップ爆乳彼女のコスプレ姿がエロカワ過ぎて! 何度も中出し! 大興奮初コスH 小梅えな（6月9日、Cosmo Planets VR）
- 入院中に院内で愉しむ為のVR（7月16日、CASANOVA）
- 温泉に乱入してきたドスケベ爆乳OL3人組からおち●ぽトリプルパイズリ!! おっぱい混浴VR 小梅えな 姫咲はな 佐知子（8月19日、E-BODY）
- 見つめる! 感じる顔VR（9月1日、KMPVR）
- HQ60fps パンスト足フェチ接写VR（9月1日、MAX-A）
- 顔面密着 × オナサポ 顔騎JOI（9月19日、KMPVR）
- 「私たちが慰めてあげる」泊まりにやって来た巨乳義姉妹が夫婦喧嘩で傷付いた僕を夜明けまで応援励ましSEXしてくれるVR 吉根ゆりあ 小梅えな（10月22日、ナチュラルハイ）
- 昔からおっぱいデカ過ぎオレのエロ嫁ちゃん 毎日種付け生性交 新婚中出し孕ませ性活 小梅えな（11月23日、KMPVR）
- パイズリ特化VR 巨乳! 爆乳! スライム乳! FカップからKカップまで!! よりどりみどり8連射!!（12月8日、MONDELDE VR）

- ぐうかわ爆乳バニーガールと快感神経が暴走するほどのゴムなしいちゃパコ! ナマ中出しSEX! 小梅えな（3月9日、P-BOX VR）
- 《領域展開 / 地面特化 × 天井特化》究極4P密着おっぱいサンドイッチセックス。ど田舎の夏はヤルことがなくて親戚お姉さんの爆乳おっぱいに吸い付いて前後左右に完全包囲で射精してもやめてもらえない絶頂射精な夏休み。辻井ほのか × 小梅えな × 結城りの（3月16日、SODクリエイト）
- 下着メーカー商品開発部ヤリマン課wに中途で就職したら男性社員はボク一人。 超爆乳先輩女子社員達が下着のモニターと称して初心なボクを挑発しまくって勃起したチンチンを肉食性獣モンスターバリに怪しい薬も飲ませて何度も何度も… 佐知子 水原みその 小梅えな（3月17日、unfinished）
- 仰天極上アングル 寝てるだけVR お見舞いに来た教え子の爆乳アピールにオチンチンが逆らえずに中出し生SEX!! 小梅えな（4月13日、P-BOX VR）
- 病みつきおっぱい。誰にも渡したくありません 手に持て余すくらいのふわふわ肉厚なタダマン巨乳娘に何度も中出し 小梅えな（11月25日、KMPVR）
- 超全身舐め究極ハーレムVR 全員美巨乳! 逆バニー6人に囲まれ足の指から膝、太もも、乳首、腕、顔面、指先も1本1本丁寧に舐めご奉仕される全身とろける天国イキ確定6回転ハーレム中出しSEX!! 柏木こなつ 野咲美桜 小梅えな 結城りの 早見依桜 姫咲はな（11月28日、SODクリエイト）

- 父の再婚相手は優しくて爆乳だった。技巧的な手コキと105cmおっぱいに犯されて… 小梅えな（3月3日、KMPVR）
- 〈バイノーラルで聴覚刺激! 多人数罵倒足コキ!〉‘続・女子○生寮の管理人（下僕人）の僕は、寮生の足コキおもちゃにされてます!’【現在進行形で寮などで罵倒され、足でチ○コをイジメられてるけどやっぱり快感すぎて、僕にとってはこの上ないご褒美でしかないです!（3月6日、SODクリエイト）
- 4年ぶりに帰省したら… 成長期を迎えたえっろい体の妹二人に誘惑されて ローションだっくだくでトロトロにとろけ合う密着感がヤバすぎる爆乳サンドイッチ逆3P 綾瀬こころ 小梅えな（4月12日、kawaii*）
- 外国人の巨乳女子と日本人の巨乳女子から同時に告白され、どっちか選べなかったから… 米日マ○コに挿れ放題逆3Pハーレム中出しinインターナショナルスクール 小梅えな 加藤ロゼ（4月17日、本中）
- 正常位でたゆんたゆん! 騎乗位でばるんばるん! 目の前で大迫力Kカップ巨乳が暴れ回る激ピス乳揺れセックス 小梅えな（4月30日、アリスJAPAN）
- SUPER ’WET’特選美女爆汗プレミアム一番搾り 美女の汗は飲み物です 最後の一滴まで飲み干す快感（5月4日、KMPVR）
- 生徒の誘惑に負けた担任の僕は放課後ラブホで… 爆乳2人に挟まれ何度も、何度も、中出ししてしまった… VR 190分25発 姫咲はな 小梅えな（5月23日、痴女ヘブン）
- 見知らぬ巨乳制服女子たちに拘束監禁されて寸止めルーインドオーガズムの練習台にされるVR 姫咲はな 小梅えな（6月6日、kawaii*）
- 見下されバカにされながらながら受ける 電気あんま（7月22日、SPICY VR）
- たぷたぷKカップ爆乳で猛烈レッスン!! 痴女トレーナーのおっぱい射精トレーニング 小梅えな（7月31日、KMPVR）
- えげつない腰使いの爆乳ヤリマンに夜な夜な搾り取られ続けるノンストップ強制ピストン性交 小梅えな（8月28日、KMPVR）
- もちふわ巨乳 小梅えな BEST OF BUST（12月9日、KMPVR）※単体ベスト

- クレイジーラブ♡ 【8K超肉感特化VR】 極・狂愛ママが僕ちゃんをお仕置き!! パパには内緒で黒部屋折檻テカテカ濃厚淫乱性交VR 小梅えな（7月31日、肉きゅんパラダイスVR）

### アダルト配信
- 小梅さん（3月20日、人妻空蝉橋）
- 小梅さん 2（3月20日、人妻空蝉橋）
- えな (OREC-513)（4月21日、俺の素人）
- えなちゃん（5月11日、トランプ）
- えなさん 【Kカップ】超巨乳むちエロナースのぬるぬる施術! チ●ポを包み込む極上のパイズリで夢心地♪ からの、おっぱいブルンブルンSEX!（5月11日、しろうとまんまん）
- えな（5月13日、素人ムクムク）
- Kちゃん（5月15日、素人ホイホイZ）
- Ena（5月16日、ゲリラ）
- えな 2nd（5月25日、素人ムクムク）
- えなちゃん (OREX-133)（5月30日、俺の素人）
- 【Kカップ】こねくり回し乳首イキ! Hな健康診断で発育過多な爆乳J●に連続中出し!（5月29日、しろうとまんまん）
- えなさん 19歳 Hカップの看護学生 【ガチな素人】（6月10日、E★ナンパDX）
- えなさん（6月27日、俺の素人）
- にじか (POW-012)（7月1日、素人ホイホイpower）
- えなさん（7月6日、ワンチャンすこすこ.com）
- えなちゃん（7月13日、ワンチャンすこすこ.com）
- ＃36こうめ  幼稚園の先生の、女の顔がエロ過ぎた!! スーパーHカップと濃密イチャイチャおっぱい祭り!!【個人撮影】【はめ撮り】【高画質】（8月5日、イチャラブヘイタ / FC2）
- えな (OPCYN-099)（8月19日、おっぱいちゃん）
- うめ（9月27日、ハメ撮り大作戦）
- Kカップ爆乳セフレに再開! 敏感ボディに興奮MAX大量顔射! 小梅えな（9月30日、ディレクターズ）
- こうめ（10月20日、アイドリ）
- えな（10月21日、ヒルズ妻）
- えな 2（10月21日、ヒルズ妻）
- 癒しのKカップ 新婚なのに旦那には月2回しか種付けしてもらえない（11月19日、E★人妻DX）
- えな 2（12月10日、俺の素人-Z-）
- えな 2（12月10日、おっぱいちゃん）
- ラグジュTV 134 原歩美 25歳 歯科衛生士 経験人数1人のHカップ歯科衛生士が初登場!! 久しぶりのセックスで感じ過ぎてしまうグラマラス敏感ボディー。荒ぶる巨根のピストンに重量感抜群の爆乳を揺らして悶絶しまくる本能全開卑猥性交!（12月18日、ラグジュTV）
- 坂下絵菜（12月27日、舞ワイフ）

- えな（1月17日、ちちくりジョニー）
- えな（2月5日、シロウト急便）
- えな（2月9日、Tokyo247）
- えな（4月16日、シロパコ）
- えな（4月16日、シロウト大好き◆ハメ撮り専門）
- める（7月16日、アシグモ）
- THE 爆乳会 (3) 完全版 ～バスト1m超の美女たちが自慢のボインを揺らし続ける 宝田もなみ 美園和花 小梅えな（7月25日、パラダイステレビ）
- うめちゃん（9月10日、しろうとちゃん。）
- いまどきAV女優のぶっちゃけウラトーーク!! 【Kcupの超ダイナミック暴れ乳!!】【イキすぎエンドレス絶頂】【大迫力100cmどエロ尻】あどけなさが残る妖艶ムッチリ美女、小梅えな! インタビューでは真面目そうなこと言いつつ～SEX始まりゃ淫女に豹変! ヌラヌラピンク舌でねっとりキス&うっとり顔でチ●ポを見つめる姿が破滅的にエロいッ!! カワイイ顔を歪ませイってイってイキまくる!! おっぱいで男優を窒息寸前まで追い込む小悪魔な一面もww まだまだ発育&開発中のカラダに今後も期待値No.1の注目女優!! 観ないと損! 閲覧必至!（10月5日、HHH）
- 莉子（10月9日、ION イイ女を寝取りたい）
- まおり（10月13日、恋愛カノジョ）
- 大爆乳! Kカップ!!! 小梅えな vs 脇役(モブ)童貞!!! 【今回のデートコース：[河口湖]スワンボート⇒ロープウェイ⇒散策】女優に丸投げ！リアルドキュメント・ガチンコSEX!（10月21日、GOOD-BYE-CHERRYBOY）
- ラグジュTV 1473 原歩美 25歳 歯科衛生士 前回の撮影で味わった快感が忘れられず再び登場した歯科衛生士は、性に目覚めて変態覚醒!? 受け身であった以前と異なり積極的にセックスを楽しむ豹変ぶり! 豊かな乳を激しく揺らし、自ら腰を振り肉棒を深く味わう姿は必見!（10月22日、ラグジュTV）

- ぱいぱいズリ子。第一話【Kカップ極乳のスーパーノヴァ】さくら22歳、オムライス屋店員「わたし小5でFカップあったんですけど、小学校の卒アル見るとめっちゃウケるんですよね、なんか一人だけ巨乳な小学生がいるから」（1月1日、BOING）
- ほのか & えな（1月2日、いんすた）
- Eさん（1月4日、俺の素人）
- ほのか（1月16日、いんすた）
- えな（1月30日、いんすた）
- えな（2月11日、北池袋盗撮倶楽部）
- 〈新婚ホヤホヤHcup隠れ巨乳妻! 乳責め連発で快楽堕ち! 中出し & 乳射6連発!〉 新婚ホヤホヤHカップ隠れ巨乳妻をスタッフ宅に招き入れる! 謝礼じゃ堕ちない純真新妻! 助っ人登場! 2人がかりで責めたてる! 肉感H乳でパイズリフェラ! 口ではダメだと言いつつ生ハメ性交! 2人分のザーメンをたっぷり中出し! 夜中になっても行為は続く! どエロコスでベロチュウ手コキ! 「ああぁ～すごくいいィィ!!」 メス顔で浮気SEXに溺れる! 完オチ新妻6射精!!!!!!（2月27日、プレステージプレミアム）
- THE 爆乳会4時間SP おっぱい100cm超級の人気AV女優10人がぶるんぶるんっ大集合!（3月11日、パラダイステレビ）
- まな（3月30日、素人道）
- ENA（6月9日、素人ホイホイSH）
- えな（7月26日、パコられ美少女）
- 【配信専用】『ど～したの? 眠れないの? 私が気持ち良い事して寝かせてあげるね…』 究極の癒しエロ! 添い寝手コキ!! ＃7（8月18日、ふぇちぽいんと）
- 風船爆乳ちゃん（9月14日、ION 乳屋ばぞ～ん）
- えなchan（10月4日、素人まっちんぐ）
- えな 3 (opcyn336)（10月7日、おっぱいちゃん）

- 【爆乳おっぱい】【神乳】『好きな彼に満足してもらうためにエッチの講習を受けに来ましたw』私がどれほどエロいか挑戦と自慢のKカップの爆乳のエロ技をどれほどの効果があるか実験など、好きな人の為にエロを追求! そこまでしなくても大丈夫かと思いますがw 【バニーコス】【パイズリ】爆乳Kカップバニーが登場! 挟んだら埋まるほわ柔の極上パイズリやピストンするたびに巨乳を揺らしまくり!! このドエロボディで合計6発抜き! 金玉がすっからかんになってしまうw 彼女のご奉仕精神が旺盛なおっぱいづくしの濃厚プレイなSEXを見逃すな! えな 22歳 フロアスタッフ（3月14日、ARA）
- えな 2 (opcyn395)（5月26日、おっぱいちゃん）
- えな 3 (opcyn408)（5月26日、おっぱいちゃん）
- えなchan 2（6月6日、素人まっちんぐ）
- えなな（7月24日、ギガンテス）
- えな (orev050)（7月27日、俺の素人-Z-）
- 恵那（8月9日、素人ムクムク-塩-）
- えなちゃん（8月13日、シロウト速報）
- Eさん (gerk524)（9月1日、ゲリラ）
- えな (oreco482)（10月11日、俺の素人-Z-）
- サカガミエナ (oremo052)（11月5日、俺の素人-Z-）
- 脱がせてみたら驚愕のド爆乳! 親しみやすい笑顔の裏に… 能ある女は乳隠すの如きOLえな【意識混濁】（11月11日、ゲスヤミ）
- 堀口えな（11月17日、ぎがdeれいん）
- お尻のキレイな素人お姉さん! パンティ越し素股してもらえませんか? 恥ずかしいけど興奮しちゃって顔は真っ赤! パンティはベッチョリ! 勝手にハミ出したチ○ポがのめり込むくらいマ○コをグリグリ! えなさん（11月30日、アイエナジー）
- 【乱交】Kカップ鬼爆乳美女えな & 挿入したら無意識でもスケベな反応をするみやび（11月25日、ゲスヤミ）
- えなちゃん (instc510)（12月3日、いんすた）
- ろしーぬ（12月14日、ザー汁王子）
- ろしーぬ 2（12月27日、ザー汁王子）

- はな & えな (instc536)（2月6日、いんすた）
- えなえな (pnme208)（5月11日、亜愛安威コスプレ撮影会）
- えなえな 2 (pnme209)（5月18日、亜愛安威コスプレ撮影会）
- えなさん (dht808)（7月11日、BiBiD）
- えなさん (oreco777)（7月16日、俺の素人-Z-）
- 「ねぇ、ホテルいこ?」 捕まったら最期。彼女がいるのにヌくまで帰れない。そこは天国か地獄か…。禁断の寝取りドキュメント!! 陽キャのテンションとエロフェロモン。そしてでっかなおっぱいと乳圧で男は全員理性を失いバカになる。そう、おっぱいは世界を救う。【NTRリバース】 りなちゃん 25歳 看護師（9月29日、プレステージプレミアム）
- えな (lady498)（10月18日、LadyHunter）
- うめこ (hkgl015)（11月12日、＃放課後ラブホ）
- こうめ (ad132)（11月21日、アイドリ）

- Eさん 2 (gerk648)（6月2日、ゲリラ）
- えなさん (orena091)（7月6日、俺の素人）
- えなさん (shinki229)（7月18日、蜃気楼）
- えな (srom148)（8月5日、素人まっちんぐ）

### イメージビデオ
◎はBD版発売作品。
根本はづき 名義
- 舞台女優で爆乳Hカップ美少女（2020年7月31日、スパイスビジュアル）
- Hカップ舞台女優 もっとハードに再出演!! 2（2021年1月29日、スパイスビジュアル）

小梅えな 名義
- Ena ときめく胸はKカップ!!（2020年11月5日、REbecca）◎
- Ena2 ぷるぷるぷりんぷりん（2021年12月16日、REbecca）◎
- ヴィーナス・テルメ 小梅えな（2023年4月28日、オルスタックソフト販売）※通常版・限定版でジャケット写真が異なる。また限定版には、本編DVDと特典映像を収録したBD-Rが同梱されている。
- My Little Plum 小梅えな（2025年8月1日、ファインピクチャーズ）

### 写真集
- 小梅えな1st写真集「Kに恋して」（2021年6月19日、彩文館出版、撮影：斉木弘吉、ISBN 978-4-7756-0639-1）- 3000部限定豪華愛蔵版[20]。

### デジタル写真集
2021年
- 梅の華 小梅えな（11月26日、プレステージ出版、撮影：C:TAKERU）※【グラビア写真集】と【ヌード写真集】（特典映像付き）の2種類あり。

2022年
- 神熱 PHOTO BOOK 小梅えな（2月11日、プレステージ出版）
- Ena 2 ぷるぷるぷりんぷりん（4月1日、REbecca）

2023年
- DokkiriQueen 小梅えな（2月28日、シーガル）※特典映像付き
- DokkiriQueen 小梅えな B（6月29日、シーガル）※特典映像付き

## 出演

### 映画
- 橘アヤコは見られたい（2020年9月11日、オーピー映画、監督：佐藤周） - 内田優子 役[21]
- 私の太陽（2023年11月25日、オーピー映画、監督：小栗はるひ） - 遠藤桃花 役[22][23]

### 舞台
- GIGA スーパーヒロインライブ Vol.14（2024年1月13日、東京・from scratch）- ビジュクリン/ファルシオン 役[24]

### ポッドキャスト
- 若宮穂乃のほにょらじ♡（2022年7月10日・8月14日、ラジオクロニクル）- ゲスト出演[25][26]

### 雑誌
- 月刊FANZA 2019年10月号（ジーオーティー） - インタビュー
- 週刊プレイボーイ 2019年12月30日号（集英社） - 「ヌクヌクした!!「恵体」AV女優増殖中」
- 実話BUNKA超タブー 2020年1月号（コアマガジン）- 袋とじ「今年デビューの女優12人 初物SEXの瞬間」
- 実話BUNKA超タブー 2021年6月号（コアマガジン）- 袋とじ「Kカップ乳乱れる小梅えなヘアヌード」
- 週刊実話 2021年9月16日号（日本ジャーナル出版）- 袋とじ「抱きたいＫカップ」
- 週刊実話 2021年12月9日号（日本ジャーナル出版）- 袋とじ「大きいおっぱいは好きですか?」